# Constitución de Turquía

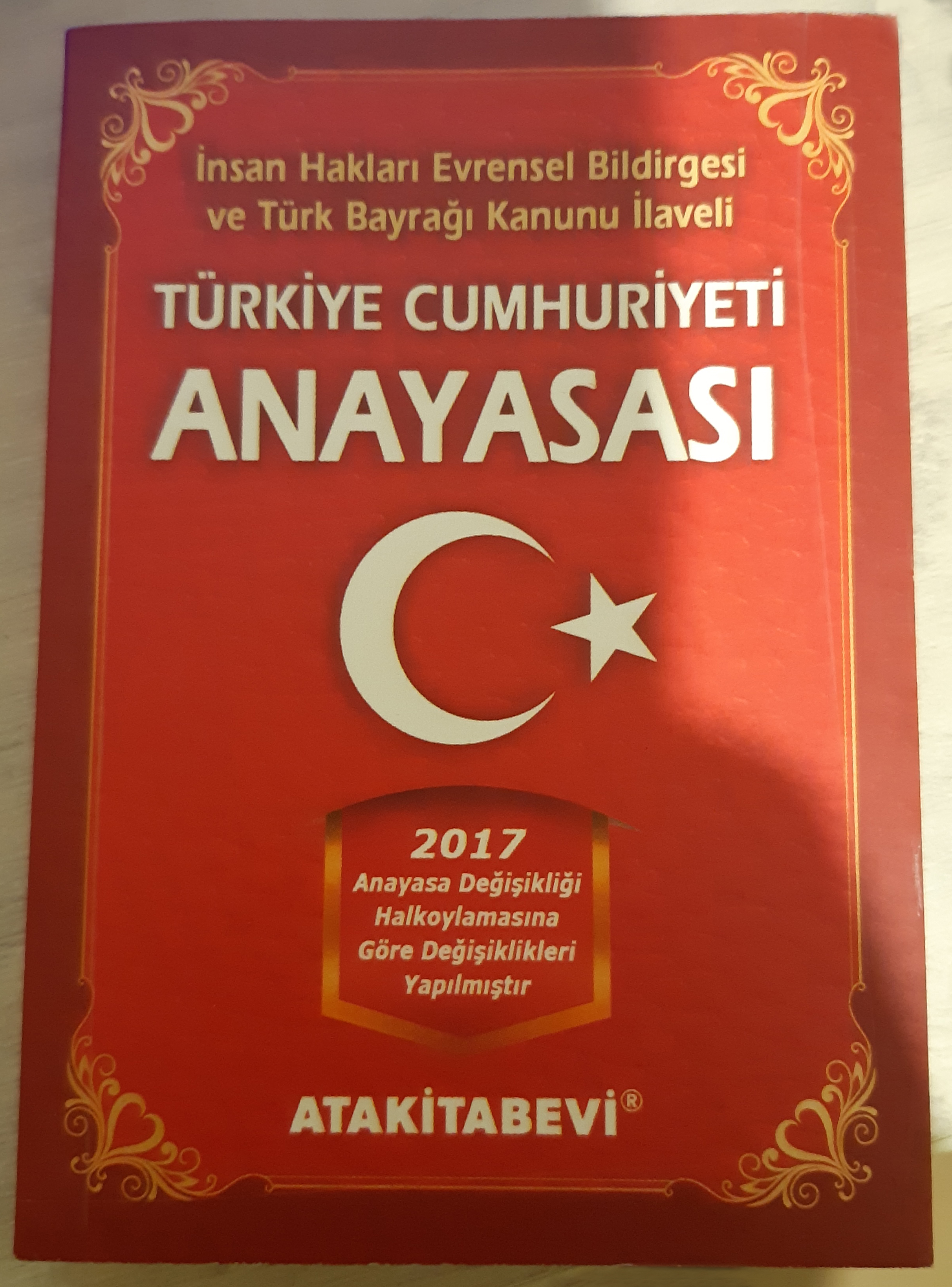
Portada de una edición de la Constitución.

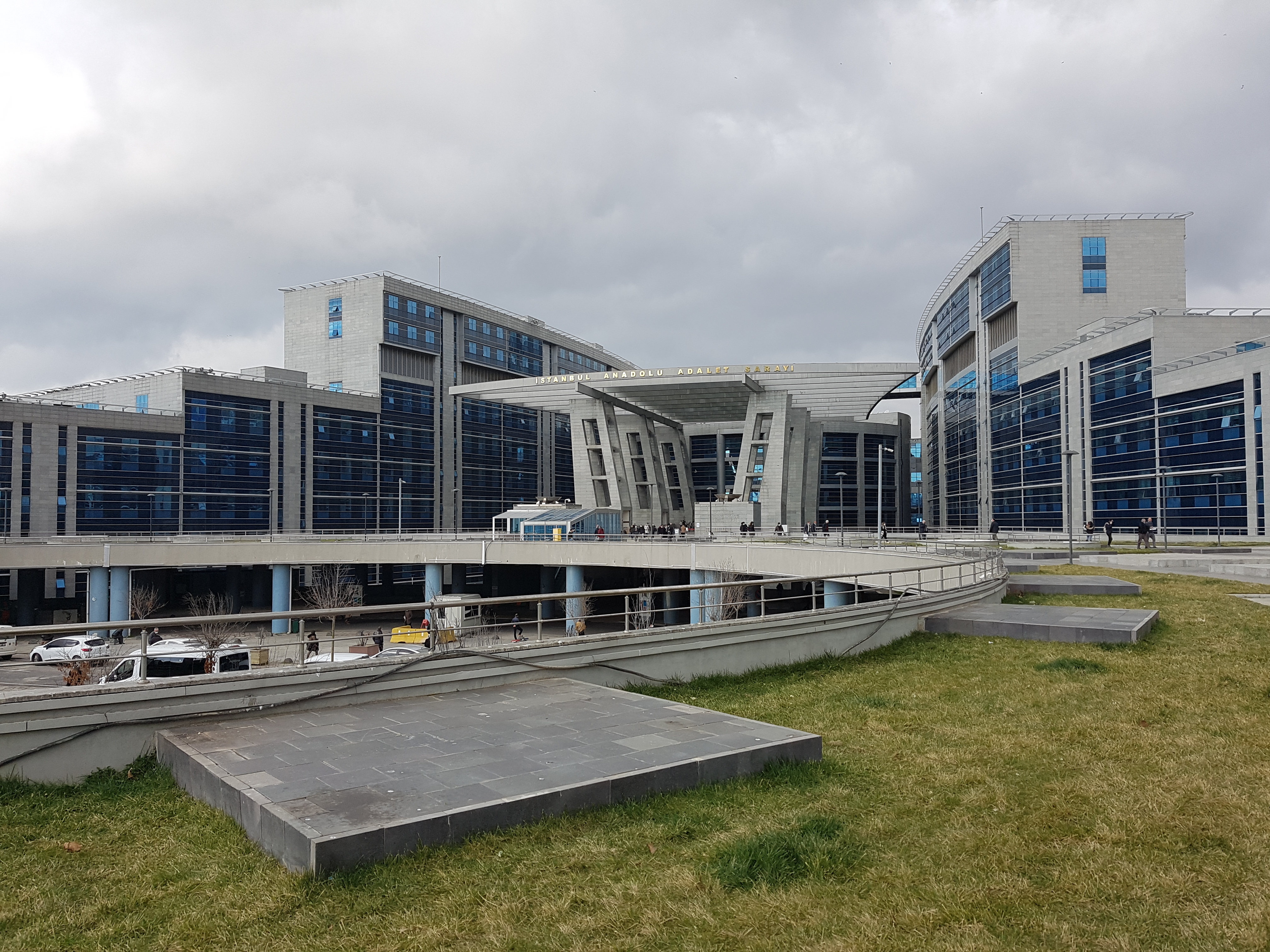
Corte de Justicia en Kartal, Istanbul.

La Constitución de la República de Turquía (en turco Türkiye Cumhuriyeti Anayasası; ley n.º 2709) de 7 de noviembre de 1982 es la constitución vigente en el estado turco.

## Historia
El 12 de septiembre de 1980 tuvo lugar un golpe de Estado y los militares, por tercera vez, llegaron al poder e implantaron el estado de excepción. Mediante la "ley n.º 2324 contra la orden constitucional", de 27 de octubre de 1980, fue derogada parcialmente la Constitución turca de 1961 y los generales Kenan Evren, Nurettin Ersin, Tahsin Ahinkaya, Sedado Celasun así como el almirante Nejat Tümer, se hicieron cargo del Consejo de Seguridad Nacional de Turquía, el cual asumió los poderes legislativo y ejecutivo. Formalmente, el poder judicial permaneció intacto, a pesar de que en la práctica se vio limitado: por ejemplo, no podía supervisar la constitucionalidad de las leyes promulgadas por el Consejo de Seguridad Nacional.
Con la Ley N.º 2485 del 29 de junio de 1981, el Consejo Consultivo (Danışma Meclisi) y el Consejo de Seguridad Nacional (CSN), preexistentes, pusieron en marcha una Asamblea Constituyente (Kurucu Meclis). El Consejo Consultivo constaba en total con 160 miembros. 40 eran determinados directamente por el CSN; el resto de miembros eran propuestos primero por los gobernadores y se nombraban a continuación por parte del CSN. La presidencia le correspondió al antiguo primer ministro Sadi Irmak. La Asamblea Constituyente tenía la tarea de elaborar una nueva constitución así como una ley electoral y de partidos. Además le correspondía la tarea de legislar.
De las filas de la Asamblea Consultiva se formó, bajo la presidencia del abogado constitucionalista Orhan Aldikaçti, un comité constitucional de 15 miembros. Este elaboró entre el 23 de noviembre de 1981 y el 17 de julio de 1982 un esbozo de constitución que fue aceptado el 23 de septiembre de 1982 por parte del Consejo Consultivo y el 18 de octubre de 1982 por el CSN. El 7 de noviembre del 1982 fue aprobada la Constitución en referéndum popular con el 91,37% de los votos emitidos. Entró en vigor el 9 de noviembre de 1982.
El 6 de noviembre del 1983 tuvieron lugar, finalmente, las elecciones legislativas, tras las cuales la asamblea constituyente (art. 177) se disolvió.

## Reforma
En un referéndum celebrado el 12 de septiembre de 2010 la población turca se pronunció a favor de las modificaciones más amplias desde 1982. Este cambio permitirá en el gobierno de nombrar un número de jueces del alto tribunal, reducir la influencia de los militares sobre el poder civil y mejorar la protección de los derechos humanos. Los cambios también eliminarán la inmunidad judicial que se otorgó a los exlíderes del golpe de Estado militar del 1980. Todos estos cambios pretenden adaptar la Constitución turca de cara a una posible adhesión en la Unión Europea.
Después del referéndum constitucional de Turquía de 2017, las primeras elecciones generales de la Asamblea se realizarían bajo un sistema presidencial, con un presidente ejecutivo con el poder de renovar las elecciones para la Asamblea.

## Contenido
La constitución consta de una preámbulo, 177 artículos y dos disposiciones transitorias. Se divide en siete partes:
- Primera parte: Principios generales (artículos 1-11)
- Segunda parte: Derecho y deber básicos (artículos 12-74)
- Tercera parte: Los órganos principales de la república (artículos 75-160)
- Cuarta parte: Prescripciones financieras y económicas (artículos 161-173)
- Quinta parte: Diferentes prescripciones (artículo 174)
- Sexta parte: Disponsiciones transitorias (artículos 1-16)
- Séptima parte: Disposiciones finales (artículos 175-177)

### Primera Parte: Principios generales (art. 1-11)
En el artículo 2 se define a Turquía como Estado de Derecho democrático, laico y social, respetuoso con los derechos humanos, leal al nacionalismo de Atatürk y basado en los principios fundamentales establecidos en su Preámbulo.
El Presidente de Turquía actúa como "Guardián de la Constitución" (art. 104), es el jefe de Estado de Turquía, y tiene que velar por la "aplicación de la constitución y la actividad ordenada y armónica de los órganos de estado".
En el artículo 5 se definen los "Objetivos fundamentales y deberes básicos del Estado":
Los objetivos fundamentales y los deberes del Estado son: salvaguardar la independencia y la integridad de la nación turca, la indivisibilidad del país, la República y la democracia, garantizar el bienestar, la paz y la felicidad del individuo y la sociedad, luchar para remover los obstáculos políticos, sociales y económicas que restringen los derechos y libertades fundamentales del individuo de una manera incompatible con los principios de la justicia y del estado social regido por el imperio de la ley, y proporcionar las condiciones necesarias para el desarrollo material de la persona y su existencia espiritual.
La expresión "estado único nacional", fijada en la Constitución de Turquía, hace del país un estado centralizado

### Segunda parte: Derechos y deberes básicos (art. 12-74)
La segunda parte está estructurada en las siguientes partes:
- Primera parte: Disposiciones generales (artículos 12-16)
- Segunda parte: derechos y obligaciones de la persona (artículos 17-40)
- Tercera parte: Derechos sociales y económicos y obligaciones (artículos 41-65)
- Cuarta parte: Derechos políticos y obligaciones (artículos 66-74)

En el artículo 24 se declara el derecho fundamental de la libertad de culto.
En el artículo 51 se reconoce el derecho de libertad sindical de trabajadores y empresarios. Aun así, el derecho a la fundación de sindicatos y asociaciones empresariales puede ser limitado por ley para garantizar "la seguridad nacional, el orden público, impedir la comisión de delitos, proteger la salud pública y la moral en general, así como los derechos y libertades de los otros."
En el artículo 66 se garantiza el derecho a no ser desposeído de la ciudadanía turca.

### Tercera parte: Los órganos principales de la república (art. 75-160)
La tercera parte está estructurada en las siguientes partes:
- Primera parte: poder legislativo (artículos 75-100)
- Segunda parte: poder ejecutivo (artículos 101-137)
- Tercera parte: poder judicial (artículos 138-160)

En el artículo 75 de la constitución, modificado en 1995, se señala que la Gran Asamblea Nacional de Turquía constará de 550 diputados. Según la Constitución (art.80), son representantes del conjunto de la Nación, y no de un partido o región. Además, la constitución turca señala un conjunto de incompatibilidades entre la función de diputado y otros cargos a la judicatura o en el gobierno.
El artículo 104 de la constitución turca regula las competencias del jefe de Estado.
Los miembros del Consejo de Seguridad Nacional, según el artículo 118 de la Constitución, son los Comandantes en Jefe del Ejército, Marina, Fuerzas aéreas y la Gendarmería, el Jefe del Estado mayor general, el Primer ministro y, si se tercia, vice primeres ministros, los ministros de Justicia Interior, Asuntos exteriores y Defensa, bajo la presidencia del Presidente de la República.
En los artículos 119-122 se regula el procedimiento sobre los estados de excepción y la aplicación de la ley marcial.

### Cuarta Parte: Disposiciones financieras y económicas (art. 161-173)
La cuarta parte se estructura en dos secciones:
- Sección 1: Disposiciones financieras (artículos 161-165)
- Sección 2: Disposiciones económicas (artículos 166-173)

### Quinta a séptima parte (art. 174-177)
- Quinta parte: Diferentes prescripciones (artículo 174)
- Sexta parte: Disposiciones transitorias (artículos 1-16)
- Séptima parte: Disposiciones finales (artículos 175-177)

## Enlaces en páginas web
- Texto de la constitución ((en turco))
- Versión inglesa publicada en el web del Primer Ministro de Turquía Archivado el 20 de septiembre de 2013 en Wayback Machine. Archivado  . (inglés)

- Datos: Q646519
- Multimedia: Constitutions of Turkey / Q646519